# جوپا (تنسی)
جوپا (به انگلیسی: Joppa) یک منطقهٔ مسکونی در ایالات متحده آمریکا است که در شهرستان گراینگر، تنسی واقع شده‌است. جوپا ۲۹۴ متر بالاتر از سطح دریا قرار دارد.